# How to Be a Conservative
How to Be a Conservative är en bok från 2014 av den engelske filosofen Roger Scruton. Scruton ger en översikt över den konservativa ideologin, dess motstånd mot materialism, och argumenterar för hur den kan tillämpas på avgörande frågor i samtiden.

## Svensk version av boken
- Att vara konservativ (How to Be a Conservative) (Arktos, 2016, ISBN 978-1-910524-78-7 (Inbunden) ISBN 978-1-910524-77-0 (Häftad))

## Mottagande
Jesse Norman skrev i The Spectator: "Det finns tillfälliga snedsteg och enstaka mini-oreranden, men boken är högst engagerande, och fullproppad med insikter inom ämnen så skilda som internationella fördrag, alienering och skrattets natur." I Standpoint skrev David Willetts att boken "förmedlar ett utpräglat konservativt lynne med stor charm och formidabel bildning". Willetts skrev att Scruton
är väldigt bra vad gäller vikten av självständiga institutioner — vad jag har kallat medborgarkonservatism [civic conservatism]. Men han är förvånansvärt ointresserad av varifrån denna stora tradition kommer eller hur den har förändrats över tid. Han verkar betrakta den som en lycklig och måhända rätt så oavsiktlig gåva från historien. Detta innebär att hans framställning av de konservativas roll är tämligen passiv och likgiltig.